# Kara Mustafa Pascha

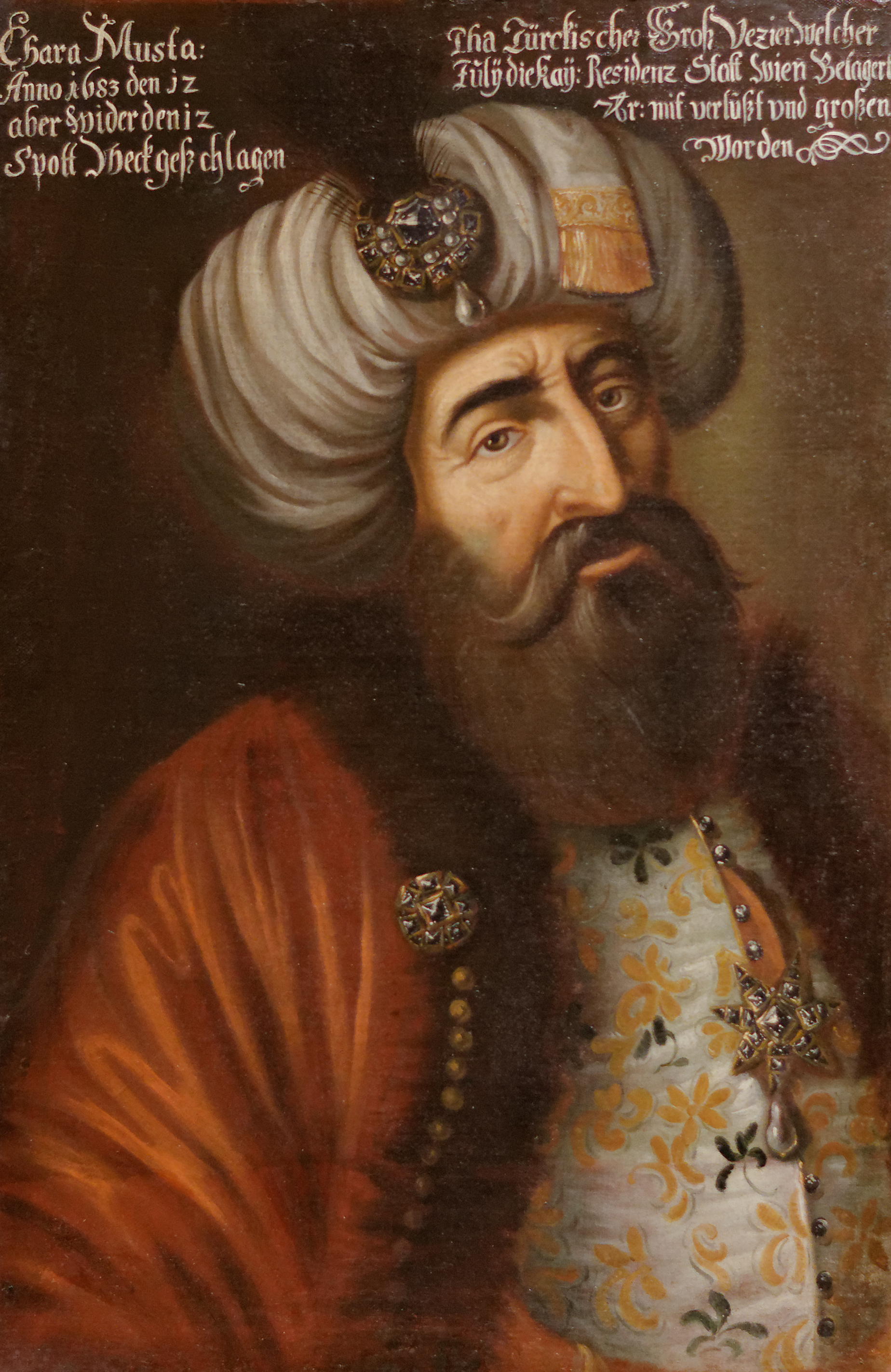
Großwesir Kara Mustafa (Gemälde aus dem 17. Jahrhundert)

Kara Mustafa Pascha (geb. 1634/35 in Marınca bei Merzifon, Eyâlet Sivas; gest. 25. Dezember 1683 in Belgrad) war unter der Regentschaft des Sultans Mehmed IV. Großwesir des Osmanischen Reiches und Oberbefehlshaber bei der Zweiten Belagerung Wiens zu Beginn des Großen Türkenkrieges.

## Leben – politische und militärische Laufbahn
Kara Mustafa war ein Sohn des Sipahi Oruç Bey. Nach dem Tod seines Vaters wurde er Schützling des Großwesirs Mehmed Köprülü Pascha, wuchs zusammen mit Mehmeds Sohn Ahmed Köprülü auf und heiratete dessen Schwester. Er wurde am 22. Februar 1660 Beylerbey (Provinzgouverneur), ein Jahr danach Wesir. Unter seinem Schwager, dem Großwesir Ahmed Köprülü Pascha, wurde er am 23. Dezember 1661 Kapudan Pascha (Großadmiral) der türkischen Flotte. Im April 1663 wurde er für mehrere Jahre Kaymakam (Stellvertreter des Großwesirs) und nach dem Tode Ahmed Köprülüs am 6. November 1676 selbst Großwesir.

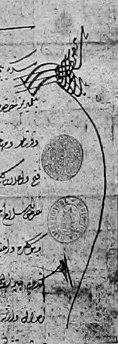
„Handfeste“ (Tughra-ähnliche Unterschrift) Kara Mustafas auf der Aufforderung zur Kapitulation an Wien

Im Jahr 1668 kommandierte er bei der Belagerung der von den Venezianern besetzten Stadt Candia auf der Insel Kreta einen Teil der Truppen. Gegen Polen-Litauen führte er 1672 im Gefolge des Sultans erfolgreich einen Feldzug an, der 1676 im Waffenstillstand von Żurawno die territorialen Annexionen der Osmanen aus dem Präliminarfrieden von Buczacz endgültig bestätigte. Der Krieg (1676–1681) im Gebiet der Saporoger Kosaken in der heutigen Ukraine gegen die prorussischen Kosaken aus dem Hetmanat (linksufrige Ukraine, ein Gebiet östlich des Dnepr) und das Zarentum Russland verlief letztlich erfolglos, obwohl Kara Mustafa einen militärischen Erfolg erzielen konnte. Bei der Belagerung der Kosakenstadt Tschyhyryn 1678 nahm er die Stadt ein und wehrte gleichzeitig ein Entsatzheer unter dem russischen Fürsten Grigori Romodanowski ab. Dies glaubte er vor Wien wiederholen zu können. Der weitere Vorstoß nach Norden war hingegen ein Fehlschlag.
1678 erhoben sich die Ungarn unter dem Magnaten Imre Thököly im Kuruzenaufstand gegen die Herrschaft der Habsburger und ersuchten die Osmanen um Hilfe. Kara Mustafa sagte seine Unterstützung zu. Er hoffte, die Gebiete des Königreichs Ungarn, die 1526 an die Habsburger gegangen waren, zu erobern und eventuell dort als Lokalherrscher regieren zu können. Nach der schnellen Eroberung Ungarns setzte er sich die Einnahme der habsburgischen Hauptstadt Wien zum Ziel – ohne die Genehmigung des Sultans. Nachdem die türkischen Truppen das Burgenland und Niederösterreich überrannt hatten, begann er im Juli 1683 mit der Belagerung und Erstürmung der Stadt. Er versäumte es jedoch, genügend schwere Geschütze zum Beschießen der gut ausgebauten Stadtbefestigungen mitzunehmen. So konnten die Verteidiger unter dem Oberkommando von Ernst Rüdiger von Starhemberg die Stadt bis zum Eintreffen des polnisch-deutschen Entsatzheeres unter dem polnischen König Jan III. Sobieski und Karl von Lothringen halten. Kara Mustafa versuchte nicht, der Entsatzarmee den Weg über die Donau zu verlegen, und er versäumte es auch, rechtzeitig den Kahlenberg zu besetzen. So konnte das Entsatzheer von dort aus die Belagerungstruppen angreifen und in die Flucht schlagen. Damit wurde sein ehrgeiziger Plan vereitelt – teilweise durch seine eigenen taktischen Fehler.

## Hinrichtung und Beerdigung
Am 25. Dezember 1683 (nach dem islamischen Kalender der 6. Muharram des Jahres 1095 nach der Hidschra) wurde Kara Mustafa in Belgrad wegen der verlorenen Schlacht am Kahlenberg auf Befehl Sultan Mehmeds IV. mit einer Seidenschnur erdrosselt.
Kara Mustafas Schützling und Kaymakam, Kara Ibrahim Pascha, unterstützt vom obersten Haremswächter, dem schwarzen Eunuchen Jusuf Ağa und von Sarı („der Gelbe“) Süleyman Ağa, dem İmrahor (Großstallmeister), intrigierte erfolgreich beim Sultan, um ihn zu stürzen und sein Amt als Großwesir zu übernehmen. Der Zeremonienmeister der Hohen Pforte (seine Person ist historisch nicht einwandfrei fassbar, doch wird vermutet, dass es sich um jenen Ahmed handelt, dessen Sohn Mehmed den Beinamen Teşrifatizade, auf Deutsch „Sohn des Zeremonienmeisters“, trug) schreibt in seinem Tagebuch der Belagerung:

„Der Großwesir Mustafa Pascha hatte bereits den Gebetsteppich für das Mittagsgebet ausbreiten lassen, […] als er da den Janitscharen-Agha und hinter ihm den Oberstkämmerer und den Hofmarschall herankommen sah, […] ‚Was gibt’s?‘, fragte der Großwesir und der Oberstkämmerer antwortete: ‚Unser erlauchter Padischah fordert dir das dir anvertraute Reichssiegel und die Heilige Fahne und den Schlüssel zur Kaaba ab.‘ […]
Dann fragte er: ‚Ist mir der Tod bestimmt?‘ – ‚Gewiß, es muß sein!‘, antwortete der Oberstkämmerer. […] Und da nun die Henker hereinkamen und ihre Stricke bereit machten, hob er mit eigenen Händen seinen Vollbart hoch und fügte sich dem Verhängnis mit den Worten: ‚Legt mir die Schlinge auch richtig an!‘ Die Henker legten ihm die Schlinge um, zogen zweimal oder dreimal zu und dann hatte er seinen Geist aufgegeben.“

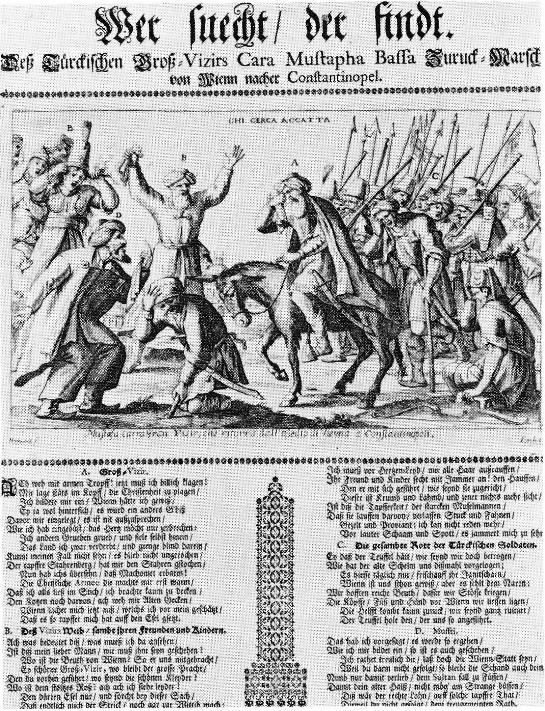
Flugblatt mit Spottschrift auf Kara Mustafa um 1683

Dass Kara Mustafa das Reichssiegel als Zeichen der Würde des Großwesirs, die Heilige Fahne (türk.  sancak-ı şerîf, ein Fahnentuch, in das ein Stück des Banners Mohammeds eingenäht war) und der Schlüssel zur Kaaba als Würdezeichen des Ser'askers (des Oberbefehlshabers der Feldarmee) abverlangt wurden, betont seine bedingungslose Degradierung. Kara Mustafas Wunsch, dass sein Leichnam mit Staub besudelt sei und er als Märtyrer sterben könne, wurde stattgegeben. Dazu wurde sein Gebetsteppich entfernt und der Strangulierte konnte auf den staubigen Boden fallen. Der Leichnam wurde entkleidet und gewaschen. Der Schädel wurde abgehäutet und die ausgestopfte Kopf- und Gesichtshaut wurde dem Sultan als Nachweis nach Edirne gesandt und dort anschließend beerdigt. Rumpf und Schädel (Cranium) erhielten ihr Grab in Belgrad. Dieses Grab ist verschollen.
Laut einem Echtheitszertifikat („Authentik“) des Wiener Kardinals Leopold Karl Graf Kollonitsch von 1696 entnahmen Grabräuber den Schädel Kara Mustafas der Grablege, die sich im Außenbereich einer 1688 in eine Kirche umgewandelten Moschee befand. Kollonitsch beglaubigte, der Schädel sei in die Hände der die Kirche betreuenden Jesuiten geraten und von ihnen nach Wien an ihn gesandt worden. Kollonitsch übergab den Schädel dem Bürgerlichen Zeughaus, für das er das Echtheitszertifikat von 1696 ausstellte. Vom Zeughaus gelangte der Schädel in das Historische Museum der Stadt Wien (heute Wien Museum), wo er noch bis 1975 ausgestellt wurde. 2006 wurde er mit naturwissenschaftlichen Methoden untersucht und in Wien aus Pietätsgründen ökumenisch beerdigt. Ob dieser Schädel aus dem Wien Museum tatsächlich aus Belgrad stammte und Kara Mustafa angehören konnte, lässt sich allerdings weder belegen noch widerlegen. Türkische Wissenschaftler vertreten den Standpunkt, der gesamte Kopf Kara Mustafas sei in Belgrad vom Rumpf getrennt, nach Edirne gesandt und dort beerdigt worden. Daher könne der in Wien zunächst verwahrte und später beerdigte Schädel nicht von Kara Mustafa stammen. Der Rumpf sei nach Istanbul überführt und bei der Kara-Mustafa-Pascha-Medrese beigesetzt worden.

## Charakter
Die abendländischen Geschichtsschreiber (wie Zygmunt Abrahamowicz aus Krakau oder Abraham a Sancta Clara) berichten von Kara Mustafas Gier, Prahlsucht und Unfähigkeit. Er benehme sich mit Anmaßung gegenüber ausländischen Botschaftern, von denen er hohe Bestechungsgelder – „Geschenke“ – erpresse. Auch die osmanischen Berichterstatter waren ihm nach der militärischen Katastrophe nicht gewogen, zum Beispiel der Verfasser der Geschichte des Silâhdar, der Waffenträger des Sultans, Silâhdar Fındıklılı Mehmed Ağa. Doch er wird auch als freundlich, würdevoll, streng religiös, fleißig und gewissenhaft in seinem Amte und tapfer in der Schlacht, wenn auch manchmal jähzornig, trunksüchtig und grausam den Ungläubigen gegenüber beschrieben.

## Kara Mustafas Stiftungen
Kara Mustafa tätigte mehrere Stiftungen, unter anderem in Istanbul, Galata, Edirne, Dschidda und Merzifon.
In seiner Heimatstadt Merzifon stiftete er eine zwischen 1666 und 1678/79 errichtete Külliye, die eine Moschee, eine Bibliothek, eine Grundschule, eine in Stein gebaute Herberge, einen gedeckten Basar, Geschäfte, einen Brunnen und zwei Bäder umfasst. Der zur Istanbuler Stiftung gehörende Baukomplex um die dortige Kara-Mustafa-Pascha-Moschee wurde erst 1690 nach Kara Mustafas Tod von dessen ältestem Sohn Yusuf Bey vollendet.